# 疾病篩檢

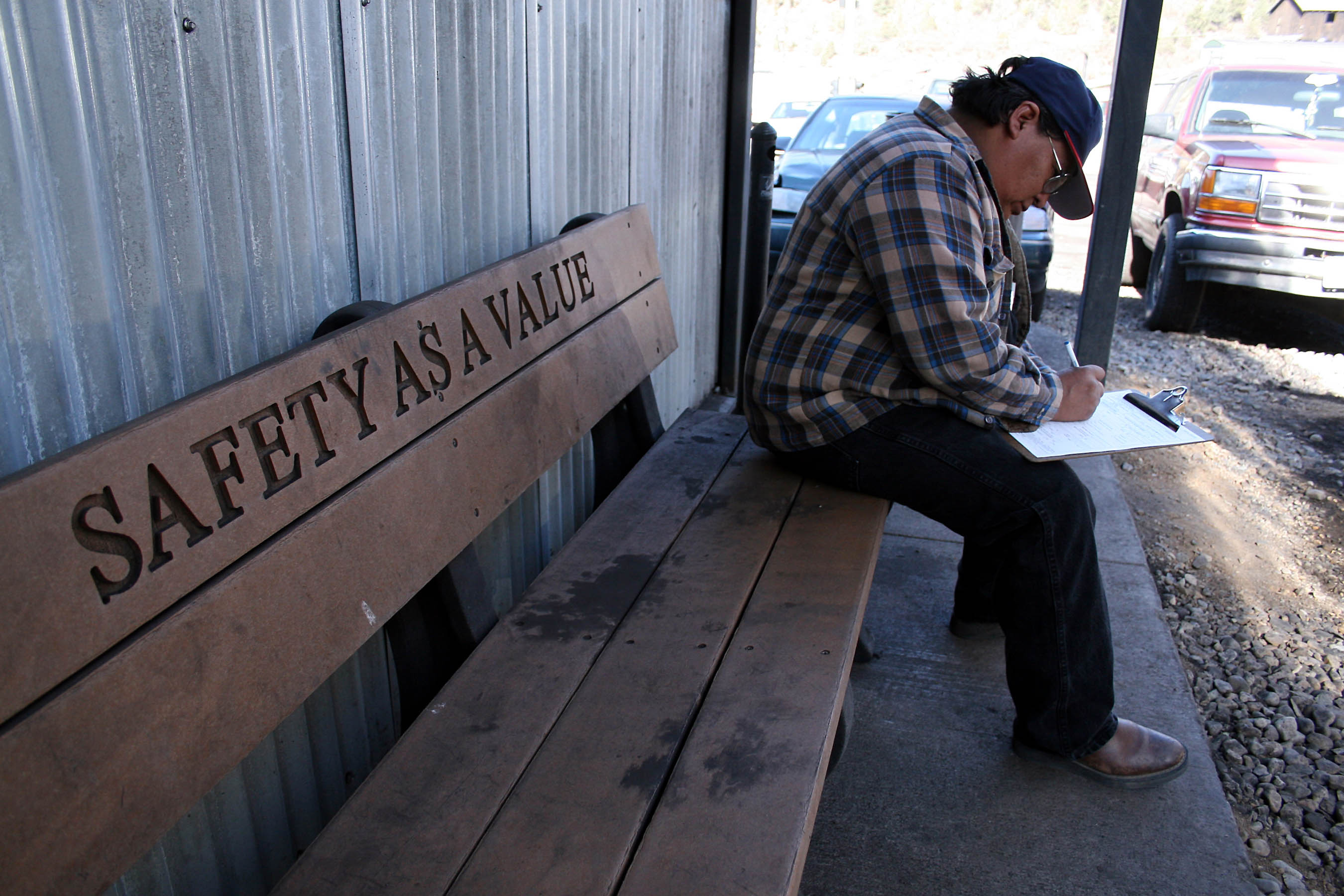
一名煤矿工人完成了对煤矿工人的尘肺病的筛查。

疾病筛检又称筛查（英語：screening），是用于寻找尚未发现的疾病或危险标志物的策略，这些检测可以应用于个人或整个族群，被测人员可能没有任何疾病迹象或症状，或者可能只出现一种或两种症状，而这些症状本身并不能确定诊断。
筛查干预措施的目的，是确定可能在将来某个时候转变为疾病的状况，从而能够及早进行干预和管理，以期降低死亡率和患病痛苦。尽管筛查可能会导致早期诊断，但并非所有筛查试验都显示出对受筛查者有益。过度诊断，误诊和产生错误的安全感是筛查的一些潜在不利影响。此外，某些筛查测试可能会被不当使用。  由于这些原因，除了可接受的特异性外，筛查程序中使用的测试（尤其是针对低发病率的疾病）还必须具有良好的敏感性。 
存在几种类型的筛查：通用筛查包括对特定类别中的所有个人（例如，特定年龄的所有儿童）进行筛查。病例发现涉及根据危险因素的存在筛查一小群人（例如，因为家庭成员已被诊断出患有遗传性疾病）。筛查干预措施并非旨在进行诊断，通常具有很高的假阳性和假阴性结果率。
独立的专家小组，美国预防服务工作队，提供了经常更新的筛查建议。 

## 原则
1968年，世界卫生组织发布了关于疾病筛查的原则和实践的指南，通常被称为 Wilson 和 Jungner 标准。 这些原则今天仍然广泛适用：
1. 该病应该是一个重要的健康问题。
2. 应该对这种情况进行治疗。
3. 应该有诊断和治疗的设施。
4. 该病应处于潜伏期。
5. 应该对该状况进行测试或检查。
6. 该测试应为人群所接受。
7. 应该充分了解该疾病的自然病史。
8. 应该对谁治疗有一个商定的政策。
9. 查找案件的总费用应在整体医疗费用方面在经济上保持平衡。
10. 寻找案例应该是一个连续的过程，而不仅仅是一个“一劳永逸”的项目。

在2008年，随着新的基因组技术的出现，WHO对这些技术进行了合成和修改，并具有以下新的理解：
过去40年提出的新兴筛查标准的综合
- 筛查程序应响应公认的需求。
- 筛查的目的应在开始时就确定。
- 应该有一个确定的目标人群。
- 应当有科学的证据证明筛查计划的有效性。
- 该计划应整合教育，测试，临床服务和计划管理。
- 应该有质量保证，并且具有使筛查的潜在风险最小化的机制。
- 该计划应确保知情选择，保密和尊重自主权。
- 该计划应促进公平和为整个目标人群提供筛查的机会。
- 计划评估应该从一开始就计划好。
- 筛查的总体收益应大于危害。 [9]

## 种类

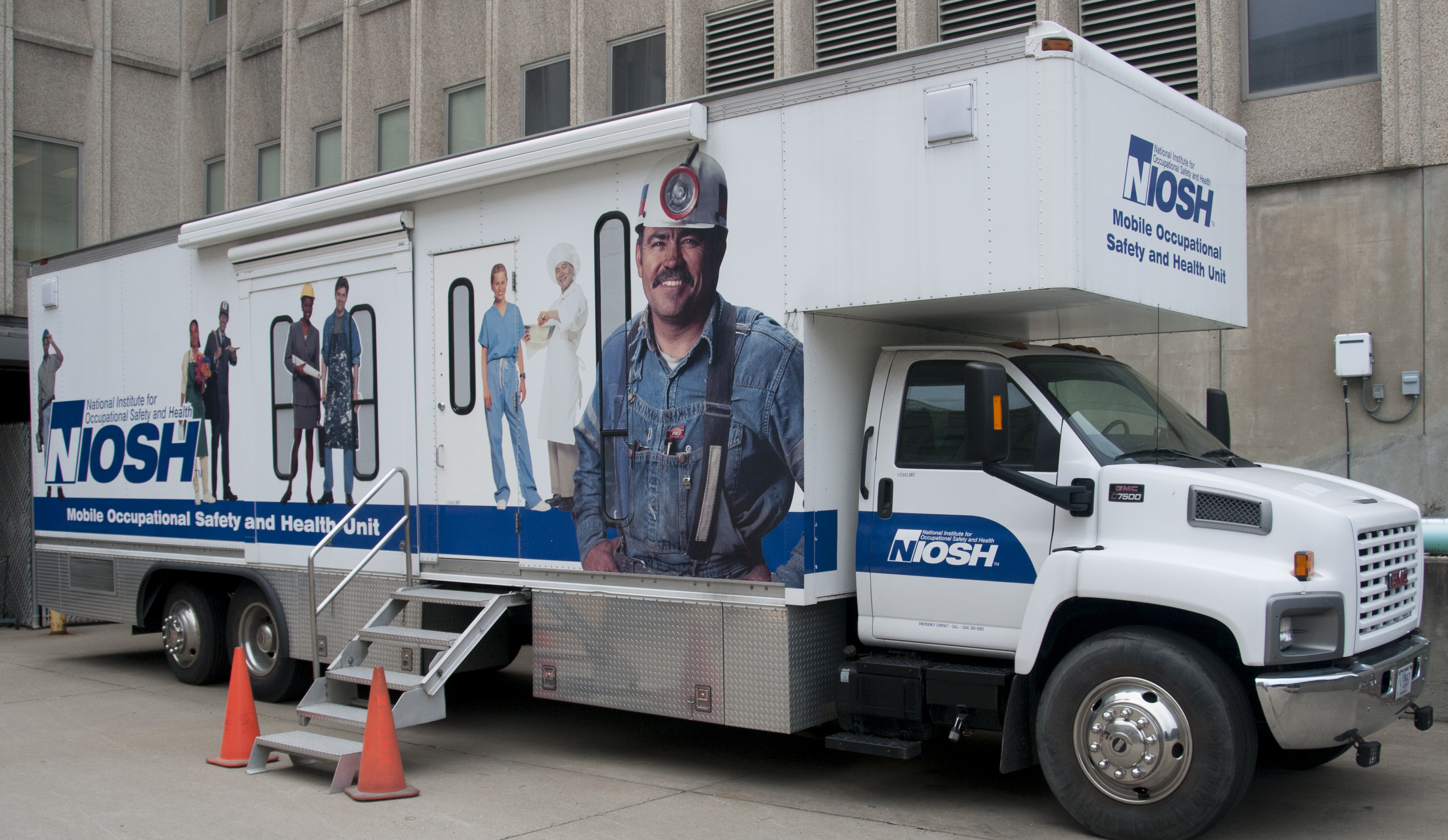
一家移动诊所用于筛查患有黑肺病风险的煤矿工人

- 大规模筛查：筛查整个人群或亚组。不论个人的风险状况如何，它都将提供给所有人。
- 高风险或选择性筛查：仅在高危人群中进行高风险筛查。
- 多阶段筛查：一次对大量人群进行两次或更多次筛查，而不是对单个疾病进行单独的筛查。
- 经过深思熟虑并基于研究，确定危险因素可以成为医学筛查的策略。 [10]

## 例子

### 通用程序
在许多国家，有基于人口的筛查方案。在某些国家（例如英国），政策是在全国范围内制定的，并且计划在全国范围内实施以统一的质量标准。常见的筛查程序包括：
- 癌症筛查
  - 子宫颈抹片检查或基于液体的细胞学检查，以检测潜在的癌前病变并预防子宫颈癌
  - 乳腺X射线摄影术可检测乳腺癌
  - 结肠镜检查和粪便潜血测试以检测大肠癌
  - 皮肤科检查以发现黑色素瘤
  - PSA检测前列腺癌
- PPD测试以筛查是否患有肺结核
- 贝克抑郁量表可以筛查抑郁症
- SPAI-B ，利勃维茨社交焦虑量表和社交恐惧症调查表，用于筛查社交焦虑症
- 孕妇的甲胎蛋白，血液检查和超声波扫描以检测胎儿异常
- 咬合射线照相以筛查近邻龋齿
- 糖尿病性视网膜病变的检眼镜或数码照相和图像分级
- 超声扫描腹主动脉瘤
- 筛查潜在的精子库捐献者
- 筛查代谢综合征
- 筛查新生儿潜在的听力损失

### 校本
美國的大多數公立學校系統都會定期對學生進行篩查，以瞭解他們的聽力和視力缺陷以及牙齒問題。有時會進行脊柱側彎等脊柱和姿勢問題的篩查，但由於脊柱側彎（與視力或牙齒問題不同），脊柱側彎是有爭議的，因為只有一小部分人發現脊柱側彎（因為視力不佳），因為學生必須脫下襯衫進行篩查。許多州不再強制要求進行脊柱側彎檢查，也不允許在父母通知下放棄脊柱側彎檢查。目前，美國各州正在引入法案，要求對進入公立學校的學生進行心理健康檢查，以防止自殘以及對同伴的傷害。提出這些法案的人希望能夠診斷和治療精神疾病，例如抑鬱症和焦慮症。 

### 筛查健康的社会决定因素
健康的社会决定因素是影响个人和群体健康状况差异的经济和社会条件。 这些状况可能对其健康和福祉产生不利影响。为了减轻这些不利影响，某些卫生政策，例如《美国平价医疗法案》（2010年），增加了对预防性计划的吸引力，例如那些定期筛查健康的社会决定因素的预防性计划。 在健康框架的社会决定因素中，筛查被认为是确定患者基本需求的一种有价值的工具，以便可以更好地为他们提供服务。  

#### 美国的政策背景
《可负担医疗法案》在美国建立后，就能够弥合社区医疗与医疗作为医疗之间的鸿沟，从而产生了对健康的社会决定因素进行筛查的计划。  《平价医疗法案》建立了一些服务，着眼于社会决定因素或对更多样化的客户开放，例如社区转型补助金，这些补助金被下放给社区，以建立“预防性社区卫生活动”和“解决卫生差距”。 

#### 临床程序
健康的社会决定因素包括社会地位，性别，种族，经济状况，教育水平，获得服务，教育，移民状况，教养等等。  美国各地的多家诊所都采用了一种系统，可以对患者进行与健康社会决定因素有关的某些风险因素筛查。 在这种情况下，可以将其作为一种预防措施，以减轻长时间暴露于某些风险因素的任何不利影响，或者只是开始补救某些人已经面临的不利影响。  可以以不同的方式（例如，在线或亲自）来构造它们，并根据患者的反应产生不同的结果。 某些计划，例如加州大学旧金山分校贝尼奥夫儿童医院的FIND Desk，采用筛查健康的社会决定因素，以使患者与社会服务和社区资源联系起来，从而为患者提供更大的自主权和机动性。 

## 二手医疗设备
篩查測試中使用的醫療裝置通常與診斷測試中使用的裝置不同，因為篩查測試用於表明沒有症狀的人中可能存在或不存在某種疾病或狀況。同時使用診斷醫療裝置進行定量的生理測量，以確認和確定可疑疾病或狀況的進展。醫療檢查裝置必須能夠快速處理許多病例，但可能不需要像診斷裝置那樣精確。

## 局限性
筛查可以在症状出现之前及早发现疾病，而治疗比随后发现更有效。 在最好的情况下，可以挽救生命。像任何医学检验一样，筛查所用的检验也不是完美的。对于没有疾病的人，测试结果可能错误地显示为阳性（假阳性），对于有疾病的人，测试结果可能为阴性（假阴性）。筛查程序的局限性包括：
- 筛查可能涉及大多数不需要治疗的人的医疗费用和医疗资源的使用。
- 筛查程序的不良影响（例如压力和焦虑，不适，辐射暴露，化学暴露）。
- 延长对疾病的了解而导致的压力和焦虑，而结果却没有任何改善。此问题称为过度诊断（另请参见下文）。
- 错误的阳性筛查结果会导致压力和焦虑。
- 不必要的调查和处理假阳性结果（即，误诊为I型错误）。
- 错误误报引起的错误安全感可能会延迟最终诊断（即II型错误）。

国民保健署 (英格兰)筛查痴呆症是有争议的，因为它可能引起患者过度焦虑，并且支持服务将得到扩展。一位全科医生报告说：“主要问题实际上似乎集中在这种诊断的后果是什么，以及实际上可以为患者提供帮助的方面。” 

## 分析
對於許多人來說，本能地進行篩選似乎是一件適當的事情，因為儘早發現某些東西似乎更好。但是，沒有任何篩選測試是完美的。總是存在結果不正確的問題以及上面列出的其他問題。從道德上講，在提供檢查時，應向參與者提供平衡且準確的資訊，以便他們可以就是否接受做出充分知情的選擇。
在实施筛查程序之前，应先进行检查，以确保实施该程序有益于弊。评估筛查测试是否会改善人群健康的最佳研究是严格的随机对照试验。
當使用病例對照研究（或更通常是佇列研究）研究篩查程式時，各種因素可能導致篩查測試看起來比實際情況更成功。研究方法固有的許多不同偏見將使結果產生偏差。

### 过度诊断
筛查可以识别出永远不会在一个人的一生中引起问题的异常情况。例如前列腺癌筛查;据说“死于前列腺癌的男性多于死于前列腺癌的男性”。 尸检研究表明，死于其他原因的老年男性中有14％至77％被发现患有前列腺癌。 
除了不必要的治疗问题（前列腺癌治疗绝对没有风险）之外，过度诊断使研究看起来更擅长于发现异常，尽管有时它们是无害的。
当所有这些无害异常的人都被筛查算作“挽救生命”，而不是“因过度诊断而不必要地伤害了健康的人”时，就会发生过度诊断。因此，这可能会导致一个无休止的循环：过度诊断越多，就会有更多的人认为筛查比它更有效，这可以使人们进行更多的筛查测试，从而导致更多的过度诊断。 莱佛士·麦基（Raffle Mackie）和格雷（Gray）将此称为筛查的普遍悖论：“筛查对过度诊断和过度治疗的危害越大，相信该计划的人就越多，他们相信自己的健康，甚至生命，”（p56专栏3.4） 
在日本，對神經母細胞瘤（兒童中最常見的惡性實體瘤）進行篩查是一個很好的例子，說明了在實施篩查程式之前必須對其進行嚴格評估的原因。 1981年，日本開始了一項篩查神經母細胞瘤的計劃，該計劃通過測量6個月大嬰兒尿液中的高香草酸和香草扁桃酸來進行。 2003年，組織了一個特別委員會來評估神經母細胞瘤篩查計劃的動機。在同一年，委員會得出結論認為，有足夠的證據表明當時使用的篩查方法會導致過度診斷，但沒有足夠的證據表明該程式可以減少神經母細胞瘤的死亡。因此，委員會建議不要進行篩查，厚生勞動省決定停止篩查計劃。 
甲状腺癌过度诊断的另一个例子是：在1975年至2009年间，其发病率在美国增加了两倍，而死亡率却保持不变。 在韩国，情况甚至更糟，1993年至2011年的发病率增加了15倍（世界上最大的甲状腺癌发病率增加），而死亡率却保持稳定。 发病率的增加与超声检查的引入有关。 
癌症筛查中过度诊断的问题在于，在诊断时无法区分无害病变和致死病变，除非患者不进行治疗且死于其他原因。 因此，几乎所有患者都倾向于接受治疗，从而导致所谓的过度治疗。正如研究人员 Welch 和 Black 所说的那样，“过度诊断以及随之而来的不必要治疗及其伴随的风险，无疑是与早期癌症检测相关的最重要的危害。” 

提前期偏差会导致通过筛查发现更长的生存期，即使疾病的进程没有改变

如果筛查有效，则必须比不进行筛查（出现症状时）更早地诊断目标疾病。
即使在兩種情況下，一個人都會同時死亡，因為我們通過篩查可以更早地診斷出該疾病的生存時間，因為通過篩查可以更長的診斷時間。即使患者的壽命沒有延長，由於患者必須對這種疾病的瞭解時間更長，因此還會增加焦慮感。
如果篩選有效，則必須引入提前期。因此，由於引入了前置時間，因此自診斷以來的生存時間統計趨向於隨著篩查而增加，即使篩查沒有益處。如果我們不考慮生存時間在這種情況下實際上意味著什麼，我們可能會將成功歸因於一項篩選測試，該篩選測試僅能進行提前診斷；比較篩查人群和非篩查人群中疾病所致死亡率的統計資料，可以得出更有意義的資訊。

### 长度时间偏差

即使病程没有改变，长时间的偏倚也会导致通过筛查发现更好的存活率。

许多筛查测试都涉及癌症的检测。筛查更有可能检测出较慢的，不太可能造成伤害的肿瘤（由于更长的临床前停留时间）。而且，那些侵略性癌症倾向于在预定的筛查之间的间隙中产生症状，因此不太可能通过筛查被发现。 因此，筛查经常自动发现的病例比有症状的病例预后更好。结果是那些进展缓慢的病例现在被归类为癌症，这增加了发病率，并且由于其更好的预后，即使筛查没有差异，筛查者的生存率也将高于非筛查者。

### 选择偏见
并非所有人都会参加筛查计划。愿意接受测试的人与没有接受测试的人之间存在一些差异。
如果更容易篩查罹患疾病的風險較高的人群，例如具有乳腺癌家族史的女性比其他女性更有可能參加乳房X線照相術，那麼篩查測試的效果將比實際情況差很多：篩查人群中的陰性結果將高於隨機樣本。
選擇偏見也可能使測試看起來比實際更好。如果年輕人和健康的人更容易進行檢測（例如，如果人們必須長途跋涉才能接受檢查），則篩查人群中陰性結果的人數將少於隨機樣本，並且該檢查似乎可以積極的區別。
研究表明，參加篩查的人比不參加篩查的人更健康。這被稱為健康的篩選者效應，是選擇偏見的一種形式。原因似乎是，健康，富裕，身體健康，不吸煙且父母長壽的人比那些有健康和社會問題的低收入人群更容易受到篩查。選擇偏倚的一個例子發生在愛丁堡乳腺X線攝影篩查試驗中，該試驗採用聚類隨機分配。該試驗發現篩查乳腺癌的人的心血管死亡率降低。發生這種情況是因為各組的社會經濟狀況存在基線差異：對照組中26％的婦女和研究組中53％的婦女屬於最高的社會經濟水平。

### 筛查方案研究的研究设计
最小化選擇偏見的最佳方法是使用隨機對照試驗，儘管觀察性，自然主義或回顧性研究可能具有一定價值，並且通常更易於進行。任何研究都必須足夠大（包括許多患者）並且要足夠長（跟隨患者很多年），才能具有評估篩查程式真實價值的統計能力。對於稀有疾病，可能需要成千上萬的患者來實現篩查的價值（找到足夠的可治療疾病），並評估篩查計劃對死亡率的影響，一項研究可能要跟隨該佇列研究數十年。這樣的研究花費時間長且昂貴，但是可以提供最有用的資料來評估篩查程式和實踐循證醫學。

#### 全因死亡率与疾病特异性死亡率
癌症筛查研究的主要结果通常是由所筛查疾病导致的死亡人数-这称为特定疾病死亡率。举一个例子：在乳腺钼靶X线摄影筛查试验中，报告的主要结果通常是乳腺癌死亡率。但是，特定疾病的死亡率可能偏向于筛查。在乳腺癌筛查的例子中，被过度诊断为乳腺癌的妇女可能会接受放疗，这会增加由于肺癌和心脏病导致的死亡率。 问题是这些死亡通常被归类为其他原因，甚至可能大于通过筛查避免的乳腺癌死亡人数。因此，无偏见的结果是全因死亡率。问题是需要进行更大的试验才能发现全因死亡率的显着降低。 2016年，研究人员Vinay Prasad及其同事在BMJ上发表了一篇题为“为什么从未证明过进行癌症筛查可以挽救生命”，因为癌症筛查试验并未显示出全因死亡率降低。 

## 延伸阅读
- 英国国家筛查委员会评估筛查计划的可行性，适当性和有效性的标准 （页面存档备份，存于）[于2019年10月访问]和Oxford Medicine Online （页面存档备份，存于）
- 来福士，麦基，灰色筛查：证据与实践。牛津大学出版社2019 （页面存档备份，存于）ISBN 9780198805984
- 筛查中的健康知识互动学习模块，作者安吉拉·莱佛尔（Angela Raffle）。上次访问时间为2019年10月。[]